# Henk van Calsteren
Hendricus Johannes (Henk) van Calsteren (Den Haag, 9 oktober 1906 - Den Haag, 26 oktober 1967) was een Nederlands altviolist.
Hij was zoon van Jacoba Cornelia Mondriaan en zadelmaker Franciscus Petrus van Calsteren. Hijzelf was in 1933 getrouwd met pianolerares Henny Maria Catharina Lieuwen, die wel gedichten voordroeg.
Zijn naam dook voor het eerst op wanneer hij in 1928 viool spelende op het podium zat met het Haagsche Trio, een pianotrio met André Rodenhuis (piano) en René Hendriks (cello). Hij was toen net afgestudeerd aan het Haags conservatorium. Hij rondde in 1924 zijn studie vioolonderwijs af, in 1925 zijn studie altviool en in 1926 zijn studie soloviool. Hij zou jaren deel uitmaken van het trio. Ondertussen had hij zich rond 1927 als violist aangesloten bij het Residentie Orkest en bijbehorende kamermuziekgezelschappen, zoals het Nederlands Strijkkwartet en het Hollands Instrumentaal Ensemble. Later verschoof zijn aandacht naar de altviool.
Hij zou zijn veertigjarig jubileum bij dat orkest meemaken, maar kon het vanwege een teruglopende gezondheid niet meevieren. Hij gaf voorts vanaf 1946 jarenlang les aan het genoemde conservatorium. Een van zijn leerlingen was componist Rudolf Koumans, een ander Jaap Moelker werd altviolist bij het Residentie Orkest en later bij het Concertgebouworkest.
Hij overleed in oktober 1967 op 61-jarige leeftijd. Zijn overlijden was landelijk nieuws. Het orkest stond er even bij stil met een uitvoering van Mauerische Trauermusik van Wolfgang Amadeus Mozart.